# Kikawada Kenji
Kenji Kikawada (sinh ngày 28 tháng 10 năm 1974) là một cầu thủ bóng đá người Nhật Bản.

## Sự nghiệp câu lạc bộ
Kenji Kikawada đã từng chơi cho Consadole Sapporo và Kawasaki Frontale.